# Сниці (Мазовецьке воєводство)
Сниці (пол. Śnice) — село в Польщі, у гміні Лів Венґровського повіту Мазовецького воєводства.
Населення — 137 осіб (2011).
У 1975—1998 роках село належало до Седлецького воєводства.

## Демографія
Демографічна структура станом на 31 березня 2011 року:
|          | Загалом | Допрацездатний вік | Працездатний вік | Постпрацездатний вік |
| -------- | ------- | ------------------ | ---------------- | -------------------- |
| Чоловіки | 64      | 12                 | 45               | 7                    |
| Жінки    | 73      | 13                 | 41               | 19                   |
| Разом    | 137     | 25                 | 86               | 26                   |